# あぜ道のダンディ
『あぜ道のダンディ』（あぜみちのダンディ）は、2011年に公開された日本映画。

## 概要
監督は、『川の底からこんにちは』（2010年）の石井裕也。
脇役として数々の日本映画に出演してきた光石研がデビュー作『博多っ子純情』以来33年ぶりの主演を務めた。
キャッチコピーは「見栄を張ってなにが悪い!」。

## あらすじ
宮田（光石研）は妻を早くに亡くし、男手一つで浪人中の息子・俊也と高校3年生になる娘・桃子を育ててきたが、家庭ではいつも会話がかみ合わない。子どもたちには弱音は漏らせず、いつもやせ我慢をして見栄を張ってしまう。唯一、親友の真田（田口トモロヲ）と喧嘩しながら飲み交わすことだけを楽しみとして生きていたが、ある日、宮田は胃の痛みを感じ、自分も妻と同じ胃ガンなんじゃないか思う。
中卒なのがコンプレックスになっているが、何とか俊也とゲームで対戦しようとゲーム機を購入するが、機種が違った。本人もガンではなかった。真田は俊也を誘い、「君のお父さんはダンディだよ。見た目はかっこよくないけど、心は渋いんだ。君も男ならわかってやってほしい」といい、自分なりの「親子ごっこ」を楽しむ。子どもたちも父親の気持ちが分かりつつ、うまくコミュニケーションをとれない。私立大学に入学し、学費など自分なりの準備をしていた俊也と桃子が上京。真田と飲みながら泣いてしまう。

## キャスト
- 宮田淳一：光石研
- 真田：田口トモロヲ
- 宮田俊也：森岡龍
- 宮田桃子：吉永淳
- 桃子の友人：山本ひかる
- 俊也の友人：染谷将太
- 写真屋の店員：綾野剛
- サラリーマン：螢雪次朗
- 宮田の同僚：藤原竜也
- 医師：岩松了
- 宮田美穂：西田尚美

## スタッフ
- 監督・脚本：石井裕也
- 撮影：橋本清明
- 製作：ブレス、アミューズソフト、テレビ大阪、ビターズ・エンド、ショウゲート、スモーク
- 配給：ビターズ・エンド
- 企画・プロデュース：狩野善則
- プロデューサー：宇田川寧、柴原祐一
- 主題歌：清竜人「ホモ・サピエンスはうたを歌う」
- 振り付け：前田健
- 編集：相良直一郎